# Pavlice (okres Trnava)
Pavlice is een Slowaakse gemeente in de regio Trnava, en maakt deel uit van het district Trnava.
Pavlice telt 484 inwoners.